# Confrides
Confrides – gmina w Hiszpanii, w prowincji Alicante, we wspólnocie autonomicznej Walencja, o powierzchni 39,98 km². W 2011 roku liczyła 283 mieszkańców.